# Els Mians (Aramunt)
Els Mians és una partida rural del terme municipal de Conca de Dalt, dins del territori de l'antic terme d'Aramunt, al Pallars Jussà.
Està situada a llevant de les Eres d'Aramunt, a la dreta del barranc dels Mians i al nord-est de Casa Toà, al nord del Clot de Regaixat.
Consta de més de 15 hectàrees (15,6716) de pastures, conreus de secà, amb moltes zones de matoll, oliveres i terres improductives.